# Daniel Dean
Daniel Dean (Daniel Ely „Dan“ Dean; * 3. Januar 1909; † 13. September 2004 in Naples, Florida) war ein US-amerikanischer Langstreckenläufer.
Als Dritter der US-Meisterschaften über 5000 m qualifizierte er sich für die Olympischen Spiele 1932 in Los Angeles, bei denen er mit seiner persönlichen Bestzeit von 15:08,5 min Achter wurde.